# Montfortia
Montfortia is een geslacht van weekdieren uit de klasse van de Gastropoda (slakken).

## Soorten
- Montfortia emarginata (Blainville, 1825)
- Montfortia hermosa (Lowe, 1935)
- Montfortia subemarginata (Blainville, 1819)